# Rüti, Glarus
Rüti är en ort i kommunen Glarus Süd i kantonen Glarus i Schweiz. Den ligger vid floden Linth, cirka 12,5 kilometer sydväst om Glarus. Orten har 384 invånare (2023).
Orten var före den 1 januari 2011 en egen kommun, men slogs då samman med kommunerna Betschwanden, Braunwald, Elm, Engi, Haslen, Linthal, Luchsingen, Matt, Mitlödi, Schwanden, Schwändi och Sool till den nya kommunen Glarus Süd.